# Festival Internacional de Cine Negro de Manresa
El Fecinema (Festival Internacional de Cinema Negre de Manresa, Festival Internacional de Cine Negro de Manresa) es un festival cinematográfico que se celebra anualmente en la ciudad barcelonesa de Manresa (España). Su primera edición tuvo lugar en 1999 y premia fundamentalmente cortometrajes de cine negro, al mismo tiempo que se exhiben películas del mismo género. También se otorgan premios a los mejores guiones para cortometraje, mejor idea y mejor cómic, siempre del género negro. Se solía celebrar durante octubre, si bien a partir de la VII edición (2005) ha pasado a tener lugar a finales de noviembre.
El Plácido d´Honor del FECINEMA 2008 fue otorgado a la actriz manresana Asunción Balaguer.